# Malu de Bicicleta (filme)
Malu de Bicicleta é um filme brasileiro de 2011, dirigido por Flávio Ramos Tambellini e com roteiro de Marcelo Rubens Paiva, baseado em seu livro homônimo.

## Enredo
Luiz Mário é um conquistador que trabalha na noite paulistana e nunca se prendeu a nenhuma mulher. Durante uma viagem ao Rio de Janeiro ele é atropelado de bicicleta pela doce e envolvente Malu. Os dois se envolvem em um romance que parece perfeito, porém tudo parece estar a perder quando Luiz encontra uma enigmática carta de amor e acredita que Malu passa o estar traindo com um carioca, decidindo investigar.

## Elenco
- Fernanda de Freitas como Malu
- Marcelo Serrado como Luiz Mário
- Marjorie Estiano como Sueli
- Daniele Suzuki como Asuka
- Lívia de Bueno como Rê
- Maria Manoella como Cris
- Thelmo Fernandes como Oliveira
- Daniela Galli como Mari
- Juliana Lohmann como Monique
- Otávio Martins como Cássio
- Eriberto Leão como garçom
- Fábio Lago como marido
- Carolina Manica como moça do espirro
- Marcos Cesana como segurança
- Gianne Albertoni como Babi
- Raoni Seixas como vendedor de coco